# MamaYuyu
MamaYuyu (яп. 魔々勇々 Мама Юю) — манга, написанная и проиллюстрированная Ёсихико Хаяси. Публиковались с сентября 2023 года по апрель 2024 года в журнале Weekly Shōnen Jump издательства Shueisha.

## Сюжет
Наступила эра мира между героем и владыкой демонов. В этом мирном мире герой Корлео — всего лишь пустое место. Однажды перед ним появляются герой и владыка демонов из другого мира. Начинается новая фэнтезийная эпопея.

## Медиа
MamaYuyu написана и проиллюстрирована Ёсихико Хаяси. Выпуск манги начался 10 сентября 2023 года в журнале Weekly Shonen Jump издательства Shueisha. Последняя глава серии была опубликована 7 апреля 2024 года 
Манга публиковались онлайн в сервисе Manga Plus, также принадлежащем Shueisha, на английском языке.

#### Список томов
| № | Дата публикации   | ISBN                   |
| - | ----------------- | ---------------------- |
| 1 | 2 февраля 2024 г. | ISBN 978-4-08-883817-5 |